# Adam Gurowski

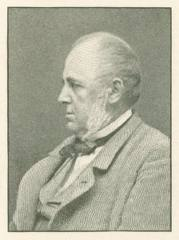

Adam Gurowski, född 10 september 1805 i Kalisz, död 4 maj 1866 i Washington, D.C., var en polsk greve och politiker. 
Gurowski blev 1820 invecklad i "demagogische Umtriebe", men kom sedan, under en längre vistelse i Ryssland, i vänskapligt förhållande till storfurst Konstantin. Det oaktat deltog han 1830 i polska upproret, varför han dömdes in contumaciam, och hans gods indrogs. Emellertid hade han begivit sig till Paris, där han blev medlem av den polska nationalkommittén. Senare försökte han försona sig med den ryska regeringen och blev benådad, sedan han i flygskriften La vérité sur la Russie (1835) försvarat panslavismen. Han återvände nu till sitt fädernesland, men då han förgäves anhöll att återfå sina konfiskerade gods, begav han sig åter 1844 i hemlighet till utlandet och bosatte sig 1848 i USA. 

## Övriga skrifter (i urval)
- La civilisation et la Russie (1840)
- Pensées sur l'avenir des polonais (1841)
- Aus meinem Gedankenbuche (1843)
- O aristokracyi i demokracyi Polwce (1843, Om aristokrati och demokrati i Polen, under pseudonymen P.I. Wolowski)
- Die letzten Ereignisse in den 3 Theilen des alten Polen (1846)
- Le panslavisme (1848)
- Russia as it is (1854)
- America and Europe (1857)